# Comuna de Żnin
Żnin (polaco: Gmina Żnin) é uma gminy (comuna) na Polónia, na voivodia de Cujávia-Pomerânia e no condado de Żniński. A sede do condado é a cidade de Żnin.
De acordo com os censos de 2004, a comuna tem 24 196 habitantes, com uma densidade 96,2 hab/km².

## Área
Estende-se por uma área de 251,55 km², incluindo:
- área agricola: 81%
- área florestal: 6%

## Demografia
Dados de 30 de Junho 2004:
|                      | Total   | Total | Mulheres | Mulheres | Homens  | Homens |
| -------------------- | ------- | ----- | -------- | -------- | ------- | ------ |
|                      | pessoas | %     | pessoas  | %        | pessoas | %      |
| População            | 24 196  | 100   | 12 333   | 51       | 11 863  | 49     |
| Densidade (pop./km²) | 96,2    | 100   | 49       | 49       | 47,2    | 47,2   |

De acordo com dados de 2002, o rendimento médio per capita ascendia a 1184,31 zł.

## Subdivisões
- Białożewin, Bożejewice, Bożejewiczki, Brzyskorzystew, Brzyskorzystewko, Cerekwica, Chomiąża Księża, Dochanowo, Gorzyce, Jadowniki Bielskie, Jadowniki Rycerskie, Januszkowo, Jaroszewo, Kaczkowo-Kaczkówko, Murczyn, Murczynek, Nadborowo, Paryż, Podgórzyn, Podobowice, Redczyce, Rydlewo, Sarbinowo, Sielec, Skarbienice, Słabomierz, Słębowo, Uścikowo, Wawrzynki, Wenecja, Wilczkowo-Dobrylewo, Wójcin, Żnin-Wieś.

## Comunas vizinhas
- Barcin, Damasławek, Dąbrowa, Gąsawa, Janowiec Wielkopolski, Kcynia, Łabiszyn, Rogowo, Szubin, Wapno